# Habropogon spissipes
Habropogon spissipes är en tvåvingeart som beskrevs av Hermann 1909. Habropogon spissipes ingår i släktet Habropogon och familjen rovflugor. Inga underarter finns listade i Catalogue of Life.